# Nit blava
L'expressió «nit blava» designa una sèrie d'atemptats simultanis o que ocorren en un període relativament limitat (una mateixa nit).
El terme es va fer servir per primer cop pels atemptats fets per l'OAS durant la guerra d'Algèria. Fou una sèrie d'atacs que van rebre els noms «nit blava», «nit blanca» i «nit vermella». A la nit blava, el 16 d'agost de 1961, es van produir 25 atacs en una sola nit. Després, la nit del 24 al 25 de gener de 1962 van esclatar 9 bombes a París a l'anomenada nit blanca, per commemorar l'aniversari de la setmana de les barricades a Algèria l'any 1960. El 5 de març de 1962, també organitzada per l'OAS per tal d'obstaculitzar les negociacions que començarien a Évian el 7 de març de 1962, es va produir una tercera nit d'atemptats contra comerços algerians als districtes de Bab-el-Oued, la Casbah i Belcourt d'Alger, coneguda com a nit vermella.
Anys més tard, nombrosos mitjans de comunicació empren l'expressió «nit blava» per designar una sèrie d'atemptats. Aquesta expressió també s'utilitza en relació amb una sèrie d'atemptats de l'organització armada independentista xipriota EOKA realitzats el 31 de març de 1955. El terme es va fer servir per la vintena d'atemptats contra segones residències a Còrsega que va fer el Front d'Alliberament Nacional de Còrsega la nit del 7 al 8 de desembre de 2012.